# ماری براون
ماری براون (هلندی: Marie Braun; ۲۲ ژوئن ۱۹۱۱ – ۲۳ ژوئن ۱۹۸۲) یک شناگر اهل هلند بود.
وی در مسابقات کشوری و بین‌المللی در مجموع برندهٔ ۵ مدال طلا، ۳ مدال نقره شده‌است.